# طواف إيطاليا للسيدات 2024
طواف إيطاليا للسيدات 2024 (بالإيطالية: Giro d'Italia Women 2024)‏ هو سباق دراجات هوائية، وهو الموسم الخامس والثلاثين من طواف إيطاليا للسيدات، وأقيم خلال الفترة من 7 يوليو 2024، وحتى 14 يوليو 2024 ضمن سباقات طواف العالم للدراجات للسيدات 2024، وشارك فيه  153 متسابقاً ووصل إلى نهايته  102 متسابقاً.
فاز بالمركز الأول إليسا ونغو بورغيني، وفاز بالمركز الثاني وفي ترتيب النقاط، وتصدر تصنيف طواف العالم لوت كوبيكي، وفاز بالمركز الثالث وفي ترتيب النقاط للشباب Neve Bradbury ‏، في حين نال Justine Ghekiere ‏ صدارة تصنيف الجبال، أما ترتيب الفرق، فقد فاز به 2024 Liv AlUla Jayco ‏.

## الفرق
| فرق سيدات عالمية (15)- إن إكس تي جي ريسينغ ‏ - كانيون–إس آر إيه إم ريسينغ 2024 ‏ - Ceratizit Pro Cycling ‏ - FDJ–Suez ‏ - بلانتور بورا سيلينج تيم ‏ - رالي سايكلنج 2024 ‏ - Lidl–Trek (women's team) ‏ - Liv AlUla Jayco ‏ - موفيستار للسيدات ‏ - فريق كوجياس ميتلر لوك برو للدراجات ‏ - فريق سنويب للسيدات ‏ - إس دي وركس ‏ - جامبو فيسما للسيدات ‏ - يو أي أيه تيم 2024 ‏ - فريق أونو إكس برو للدراجات للسيدات ‏ فرق دراجات قارية سيدات (7)- بيبينك ‏ - Cofidis Women Team ‏ - EF Education–Oatly ‏ - Isolmant–Premac–Vittoria ‏ - لابورال كوتكسا فونداسيون يوسكادي ‏ - طشقند سيتي 2024 ‏ - توب قيرلز فسى برتولو ‏ |  |
| |  |

## المراحل
| قائمة المراحل | قائمة المراحل | قائمة المراحل                 | قائمة المراحل  | قائمة المراحل | قائمة المراحل       | قائمة المراحل      |
| المرحلة       | التاريخ       | الدورة                        |                | المسافة (كم)  | الفائز بالمرحلة     | القائد العام       |
| ------------- | ------------- | ----------------------------- | -------------- | ------------- | ------------------- | ------------------ |
| المرحلة 1     | 7 يوليو       | بريشا – بريشا                 | فردي ضد الساعة | 14٫6          | إليسا ونغو بورغيني  | إليسا ونغو بورغيني |
| المرحلة 2     | 8 يوليو       | سيرميوني – Volta Mantovana ‏   | مرحلة مستوية   | 102           | كيارا كونسوني       | إليسا ونغو بورغيني |
| المرحلة 3     | 9 يوليو       | سابيونيتا – توانو             | مرحلة جبلية    | 111           | Niamh Fisher-Black ‏ | إليسا ونغو بورغيني |
| المرحلة 4     | 10 يوليو      | إيمولا – أوربينو              | مرحلة جبلية    | 134           | Clara Emond ‏        | إليسا ونغو بورغيني |
| المرحلة 5     | 11 يوليو      | Frontone ‏ – فولينيو           | مرحلة مستوية   | 111           | لوت كوبيكي          | إليسا ونغو بورغيني |
| المرحلة 6     | 12 يوليو      | سان بينيدتو دل ترونتو – كييتي | مرحلة جبلية    | 155           | ليان ليبرت          | إليسا ونغو بورغيني |
| المرحلة 7     | 13 يوليو      | لانتشانو – Blockhaus ‏         | مرحلة جبلية    | 123           | Neve Bradbury ‏      | إليسا ونغو بورغيني |
| المرحلة 8     | 14 يوليو      | بسكارا – لَكوِيلة               | مرحلة جبلية    | 109           | كيمبرلي لي كورت     | إليسا ونغو بورغيني |

## النتيجة

### مرحلة 1
هي مرحلة من نوع سباق زمن فردي، أقيمت في 7 يوليو 2024، وامتدّت لمسافة 14.6 كيلومتر. فاز بالمركز الأول، وتصدر ترتيب النقاط والترتيب العام إليسا ونغو بورغيني، وتصدر ترتيب الشباب أنطونيا نيدرماير، أما ترتيب الفرق، فقد فاز به 2024 Lidl-Trek Women ‏.
| التصنيف العام | التصنيف العام      | التصنيف العام                       | التصنيف العام | التصنيف العام |
| المتسابقة     | المتسابقة          | الفريق                              | الوقت         |               |
| ------------- | ------------------ | ----------------------------------- | ------------- | ------------- |
| 1             | إليسا ونغو بورغيني | Lidl–Trek (women's team) ‏           | 20 د 37 ث     |               |
| 2             | غريس براون         | FDJ–Suez ‏                           | + 1 ث         |               |
| 3             | برودي شابمان       | Lidl–Trek (women's team) ‏           | + 13 ث        |               |
| 4             | Lieke Nooijen ‏     | جامبو فيسما للسيدات ‏                | + 23 ث        |               |
| 5             | لوت كوبيكي         | إس دي وركس ‏                         | + 25 ث        |               |
| 6             | Elena Hartmann ‏    | فريق كوجياس ميتلر لوك برو للدراجات ‏ | + 28 ث        |               |
| 7             | جولييت لابوس       | فريق سنويب للسيدات ‏                 | + 29 ث        |               |
| 8             | روث ويندر          | رالي سايكلنج ‏                       | + 30 ث        |               |
| 9             | Cédrine Kerbaol ‏   | Ceratizit Pro Cycling ‏              | + 38 ث        |               |
| 10            | Loes Adegeest ‏     | FDJ–Suez ‏                           | + 38 ث        |               |
|               |                    |                                     |               |               |
|               |                    |                                     |               |               |

### مرحلة 2
هي مرحلة مستوية، أقيمت في 8 يوليو 2024، وامتدّت لمسافة 102 كيلومتر. فاز بالمركز الأول، وتصدر ترتيب النقاط كيارا كونسوني، وتصدر ترتيب الشباب أنطونيا نيدرماير، وتصدر الترتيب العام إليسا ونغو بورغيني، أما ترتيب الفرق، فقد فاز به 2024 Lidl-Trek Women ‏، وتصدر ترتيب التسلق Ana Vitória Magalhães ‏.
| التصنيف العام | التصنيف العام      | التصنيف العام                       | التصنيف العام | التصنيف العام |
| المتسابقة     | المتسابقة          | الفريق                              | الوقت         |               |
| ------------- | ------------------ | ----------------------------------- | ------------- | ------------- |
| 1             | إليسا ونغو بورغيني | Lidl–Trek (women's team) ‏           | 3 س 02 د 35 ث |               |
| 2             | غريس براون         | FDJ–Suez ‏                           | + 1 ث         |               |
| 3             | برودي شابمان       | Lidl–Trek (women's team) ‏           | + 13 ث        |               |
| 4             | لوت كوبيكي         | إس دي وركس ‏                         | + 19 ث        |               |
| 5             | جولييت لابوس       | فريق سنويب للسيدات ‏                 | + 29 ث        |               |
| 6             | روث ويندر          | رالي سايكلنج ‏                       | + 30 ث        |               |
| 7             | Cédrine Kerbaol ‏   | Ceratizit Pro Cycling ‏              | + 38 ث        |               |
| 8             | Loes Adegeest ‏     | FDJ–Suez ‏                           | + 38 ث        |               |
| 9             | Katrine Aalerud ‏   | فريق أونو إكس برو للدراجات للسيدات ‏ | + 45 ث        |               |
| 10            | فرانشيسكا كوش ‏     | فريق سنويب للسيدات ‏                 | + 47 ث        |               |
|               |                    |                                     |               |               |
|               |                    |                                     |               |               |

### مرحلة 3
هي مرحلة جبلية، أقيمت في 9 يوليو 2024، وامتدّت لمسافة 111 كيلومتر. فاز بالمركز الأول، وتصدر ترتيب التسلق Niamh Fisher-Black ‏، وتصدر ترتيب الشباب أنطونيا نيدرماير، وتصدر الترتيب العام إليسا ونغو بورغيني، أما ترتيب الفرق، فقد فاز به 2024 Lidl-Trek Women ‏، وتصدر ترتيب النقاط لوت كوبيكي.
| التصنيف العام | التصنيف العام            | التصنيف العام                       | التصنيف العام | التصنيف العام |
| المتسابقة     | المتسابقة                | الفريق                              | الوقت         |               |
| ------------- | ------------------------ | ----------------------------------- | ------------- | ------------- |
| 1             | إليسا ونغو بورغيني       | Lidl–Trek (women's team) ‏           | 5 س 52 د 00 ث |               |
| 2             | لوت كوبيكي               | إس دي وركس ‏                         | + 13 ث        |               |
| 3             | جولييت لابوس             | فريق سنويب للسيدات ‏                 | + 25 ث        |               |
| 4             | أنطونيا نيدرماير         | كانيون–إس آر إيه إم ‏                | + 59 ث        |               |
| 5             | Niamh Fisher-Black ‏      | إس دي وركس ‏                         | + 1 د 00 ث    |               |
| 6             | مارغريتا فيكتوريا غارسيا | Liv AlUla Jayco ‏                    | + 1 د 26 ث    |               |
| 7             | Katrine Aalerud ‏         | فريق أونو إكس برو للدراجات للسيدات ‏ | + 1 د 27 ث    |               |
| 8             | Pauliena Rooijakkers ‏    | بلانتور بورا سيلينج تيم ‏            | + 1 د 27 ث    |               |
| 9             | سيسيلي أوتوب لودفيغ      | FDJ–Suez ‏                           | + 1 د 30 ث    |               |
| 10            | كيمبرلي لي كورت          | إن إكس تي جي ريسينغ ‏                | + 1 د 31 ث    |               |
|               |                          |                                     |               |               |
|               |                          |                                     |               |               |

### مرحلة 4
هي مرحلة جبلية، أقيمت في 10 يوليو 2024، وامتدّت لمسافة 134 كيلومتر. فاز بالمركز الأول، وتصدر ترتيب التسلق Clara Emond ‏، وتصدر ترتيب الشباب أنطونيا نيدرماير، وتصدر الترتيب العام إليسا ونغو بورغيني، أما ترتيب الفرق، فقد فاز به كانيون–إس آر إيه إم ريسينغ 2024 ‏، وتصدر ترتيب النقاط لوت كوبيكي.
| التصنيف العام | التصنيف العام            | التصنيف العام                       | التصنيف العام | التصنيف العام |
| المتسابقة     | المتسابقة                | الفريق                              | الوقت         |               |
| ------------- | ------------------------ | ----------------------------------- | ------------- | ------------- |
| 1             | إليسا ونغو بورغيني       | Lidl–Trek (women's team) ‏           | 9 س 28 د 53 ث |               |
| 2             | لوت كوبيكي               | إس دي وركس ‏                         | + 13 ث        |               |
| 3             | سيسيلي أوتوب لودفيغ      | FDJ–Suez ‏                           | + 38 ث        |               |
| 4             | جولييت لابوس             | فريق سنويب للسيدات ‏                 | + 49 ث        |               |
| 5             | كيمبرلي لي كورت          | إن إكس تي جي ريسينغ ‏                | + 51 ث        |               |
| 6             | أنطونيا نيدرماير         | كانيون–إس آر إيه إم ‏                | + 1 د 06 ث    |               |
| 7             | Niamh Fisher-Black ‏      | إس دي وركس ‏                         | + 1 د 07 ث    |               |
| 8             | مارغريتا فيكتوريا غارسيا | Liv AlUla Jayco ‏                    | + 1 د 33 ث    |               |
| 9             | Katrine Aalerud ‏         | فريق أونو إكس برو للدراجات للسيدات ‏ | + 1 د 34 ث    |               |
| 10            | Pauliena Rooijakkers ‏    | بلانتور بورا سيلينج تيم ‏            | + 1 د 34 ث    |               |
|               |                          |                                     |               |               |
|               |                          |                                     |               |               |

### مرحلة 5
هي مرحلة مستوية، أقيمت في 11 يوليو 2024، وامتدّت لمسافة 111 كيلومتر. فاز بالمركز الأول، وتصدر ترتيب النقاط لوت كوبيكي، وتصدر ترتيب الشباب أنطونيا نيدرماير، وتصدر الترتيب العام إليسا ونغو بورغيني، أما ترتيب الفرق، فقد فاز به كانيون–إس آر إيه إم ريسينغ 2024 ‏، وتصدر ترتيب التسلق Clara Emond ‏.
| التصنيف العام | التصنيف العام            | التصنيف العام                       | التصنيف العام  | التصنيف العام |
| المتسابقة     | المتسابقة                | الفريق                              | الوقت          |               |
| ------------- | ------------------------ | ----------------------------------- | -------------- | ------------- |
| 1             | إليسا ونغو بورغيني       | Lidl–Trek (women's team) ‏           | 12 س 07 د 47 ث |               |
| 2             | لوت كوبيكي               | إس دي وركس ‏                         | + 3 ث          |               |
| 3             | سيسيلي أوتوب لودفيغ      | FDJ–Suez ‏                           | + 38 ث         |               |
| 4             | جولييت لابوس             | فريق سنويب للسيدات ‏                 | + 49 ث         |               |
| 5             | كيمبرلي لي كورت          | إن إكس تي جي ريسينغ ‏                | + 51 ث         |               |
| 6             | أنطونيا نيدرماير         | كانيون–إس آر إيه إم ‏                | + 1 د 06 ث     |               |
| 7             | Niamh Fisher-Black ‏      | إس دي وركس ‏                         | + 1 د 07 ث     |               |
| 8             | مارغريتا فيكتوريا غارسيا | Liv AlUla Jayco ‏                    | + 1 د 33 ث     |               |
| 9             | Katrine Aalerud ‏         | فريق أونو إكس برو للدراجات للسيدات ‏ | + 1 د 34 ث     |               |
| 10            | Pauliena Rooijakkers ‏    | بلانتور بورا سيلينج تيم ‏            | + 1 د 34 ث     |               |
|               |                          |                                     |                |               |
|               |                          |                                     |                |               |

### مرحلة 6
هي مرحلة جبلية، أقيمت في 12 يوليو 2024، وامتدّت لمسافة 155 كيلومتر. فاز بالمركز الأول ليان ليبرت، وتصدر ترتيب التسلق Clara Emond ‏، وتصدر الترتيب العام إليسا ونغو بورغيني، أما ترتيب الفرق، فقد فاز به 2024 Liv AlUla Jayco ‏، وتصدر ترتيب الشباب أنطونيا نيدرماير، وتصدر ترتيب النقاط لوت كوبيكي.
| التصنيف العام | التصنيف العام            | التصنيف العام             | التصنيف العام  | التصنيف العام |
| المتسابقة     | المتسابقة                | الفريق                    | الوقت          |               |
| ------------- | ------------------------ | ------------------------- | -------------- | ------------- |
| 1             | إليسا ونغو بورغيني       | Lidl–Trek (women's team) ‏ | 16 س 24 د 29 ث |               |
| 2             | لوت كوبيكي               | إس دي وركس ‏               | + 3 ث          |               |
| 3             | سيسيلي أوتوب لودفيغ      | FDJ–Suez ‏                 | + 38 ث         |               |
| 4             | جولييت لابوس             | فريق سنويب للسيدات ‏       | + 49 ث         |               |
| 5             | أنطونيا نيدرماير         | كانيون–إس آر إيه إم ‏      | + 1 د 06 ث     |               |
| 6             | كيمبرلي لي كورت          | إن إكس تي جي ريسينغ ‏      | + 1 د 28 ث     |               |
| 7             | Niamh Fisher-Black ‏      | إس دي وركس ‏               | + 1 د 29 ث     |               |
| 8             | مارغريتا فيكتوريا غارسيا | Liv AlUla Jayco ‏          | + 1 د 33 ث     |               |
| 9             | Pauliena Rooijakkers ‏    | بلانتور بورا سيلينج تيم ‏  | + 1 د 34 ث     |               |
| 10            | Gaia Realini ‏            | Lidl–Trek (women's team) ‏ | + 1 د 44 ث     |               |
|               |                          |                           |                |               |
|               |                          |                           |                |               |

### مرحلة 7
هي مرحلة جبلية، أقيمت في 13 يوليو 2024، وامتدّت لمسافة 123 كيلومتر. فاز بالمركز الأول، وتصدر ترتيب الشباب Neve Bradbury ‏، وتصدر الترتيب العام إليسا ونغو بورغيني، وتصدر ترتيب التسلق Justine Ghekiere ‏، أما ترتيب الفرق، فقد فاز به 2024 Liv AlUla Jayco ‏، وتصدر ترتيب النقاط لوت كوبيكي.
| التصنيف العام | التصنيف العام            | التصنيف العام             | التصنيف العام  | التصنيف العام |
| المتسابقة     | المتسابقة                | الفريق                    | الوقت          |               |
| ------------- | ------------------------ | ------------------------- | -------------- | ------------- |
| 1             | إليسا ونغو بورغيني       | Lidl–Trek (women's team) ‏ | 20 س 42 د 43 ث |               |
| 2             | لوت كوبيكي               | إس دي وركس ‏               | + 1 ث          |               |
| 3             | Neve Bradbury ‏           | كانيون–إس آر إيه إم ‏      | + 1 د 12 ث     |               |
| 4             | Pauliena Rooijakkers ‏    | بلانتور بورا سيلينج تيم ‏  | + 2 د 01 ث     |               |
| 5             | جولييت لابوس             | فريق سنويب للسيدات ‏       | + 2 د 11 ث     |               |
| 6             | أنطونيا نيدرماير         | كانيون–إس آر إيه إم ‏      | + 2 د 28 ث     |               |
| 7             | Niamh Fisher-Black ‏      | إس دي وركس ‏               | + 2 د 54 ث     |               |
| 8             | Gaia Realini ‏            | Lidl–Trek (women's team) ‏ | + 3 د 19 ث     |               |
| 9             | سيسيلي أوتوب لودفيغ      | FDJ–Suez ‏                 | + 4 د 18 ث     |               |
| 10            | مارغريتا فيكتوريا غارسيا | Liv AlUla Jayco ‏          | + 5 د 13 ث     |               |
|               |                          |                           |                |               |
|               |                          |                           |                |               |

### مرحلة 8
هي مرحلة جبلية، أقيمت في 14 يوليو 2024، وامتدّت لمسافة 109 كيلومتر. فاز بالمركز الأول كيمبرلي لي كورت، وتصدر الترتيب العام إليسا ونغو بورغيني، وتصدر ترتيب التسلق Justine Ghekiere ‏، وتصدر ترتيب الشباب Neve Bradbury ‏، أما ترتيب الفرق، فقد فاز به 2024 Liv AlUla Jayco ‏، وتصدر ترتيب النقاط لوت كوبيكي.
| التصنيف العام | التصنيف العام            | التصنيف العام             | التصنيف العام  | التصنيف العام |
| المتسابقة     | المتسابقة                | الفريق                    | الوقت          |               |
| ------------- | ------------------------ | ------------------------- | -------------- | ------------- |
| 1             | إليسا ونغو بورغيني       | Lidl–Trek (women's team) ‏ | 24 س 02 د 16 ث |               |
| 2             | لوت كوبيكي               | إس دي وركس ‏               | + 21 ث         |               |
| 3             | Neve Bradbury ‏           | كانيون–إس آر إيه إم ‏      | + 1 د 16 ث     |               |
| 4             | Pauliena Rooijakkers ‏    | بلانتور بورا سيلينج تيم ‏  | + 2 د 05 ث     |               |
| 5             | جولييت لابوس             | فريق سنويب للسيدات ‏       | + 2 د 15 ث     |               |
| 6             | أنطونيا نيدرماير         | كانيون–إس آر إيه إم ‏      | + 2 د 41 ث     |               |
| 7             | Gaia Realini ‏            | Lidl–Trek (women's team) ‏ | + 3 د 41 ث     |               |
| 8             | سيسيلي أوتوب لودفيغ      | FDJ–Suez ‏                 | + 4 د 31 ث     |               |
| 9             | مارغريتا فيكتوريا غارسيا | Liv AlUla Jayco ‏          | + 5 د 17 ث     |               |
| 10            | Niamh Fisher-Black ‏      | إس دي وركس ‏               | + 5 د 55 ث     |               |
|               |                          |                           |                |               |
|               |                          |                           |                |               |

## المشاركون
| إس دي وركس ‏ SDW | إس دي وركس ‏ SDW                    | إس دي وركس ‏ SDW  |
| --------------- | ---------------------------------- | ---------------- |
| م               | عداء                               | مرتبة            |
| 1               | لوت كوبيكي (طريق و زمني فردي)      | 2                |
| 2               | إيلينا سيتشيني                     | 71               |
| 3               | Niamh Fisher-Black ‏                | 10               |
| 4               | Femke Gerritse ‏                    | 46               |
| 5               | باربرا جوارشي                      | 100              |
| 6               | Chantal van den Broek-Blaak (طريق) | لم يكمل السباق-7 |
| 7               | Blanka Vas ‏ (طريق)                 | 41               |

| إن إكس تي جي ريسينغ ‏ AGS | إن إكس تي جي ريسينغ ‏ AGS | إن إكس تي جي ريسينغ ‏ AGS |
| ------------------------ | ------------------------ | ------------------------ |
| م                        | عداء                     | مرتبة                    |
| 11                       | كيمبرلي لي كورت          | 18                       |
| 12                       | Julia Borgström ‏         | لم يكمل السباق-7         |
| 13                       | Lore De Schepper ‏        | 47                       |
| 14                       | Justine Ghekiere ‏        | 32                       |
| 15                       | Marthe Goossens ‏         | لم يكمل السباق-7         |
| 16                       | Gaia Masetti ‏            | 48                       |
| 17                       | Maud Rijnbeek ‏           | لم يكمل السباق-7         |

| بيبينك ‏ BPK | بيبينك ‏ BPK                        | بيبينك ‏ BPK |
| ----------- | ---------------------------------- | ----------- |
| م           | عداء                               | مرتبة       |
| 21          | Monica Trinca Colonel ‏             | 23          |
| 22          | Andrea Casagranda ‏                 | 96          |
| 23          | Carmela Cipriani ‏                  | 64          |
| 24          | Ana Vitória Magalhães ‏ (زمني فردي) | 73          |
| 25          | Nora Jenčušová ‏ (طريق و زمني فردي) | 90          |
| 26          | Angela Oro‏                         | 93          |
| 27          | Elisa Valtulini‏                    | 29          |

| كانيون–إس آر إيه إم ‏ CSR | كانيون–إس آر إيه إم ‏ CSR  | كانيون–إس آر إيه إم ‏ CSR |
| ------------------------ | ------------------------- | ------------------------ |
| م                        | عداء                      | مرتبة                    |
| 31                       | Elise Chabbey ‏            | لم يبدأ-7                |
| 32                       | Neve Bradbury ‏            | 3                        |
| 33                       | أنطونيا نيدرماير          | 6                        |
| 34                       | ثريا بالادين              | 52                       |
| 35                       | Agnieszka Skalniak-Sójka ‏ | 50                       |
| 36                       | Alice Towers ‏             | لم يكمل السباق-4         |
| 37                       | Maike van der Duin ‏       | لم يكمل السباق-6         |

| Ceratizit Pro Cycling ‏ WNT | Ceratizit Pro Cycling ‏ WNT   | Ceratizit Pro Cycling ‏ WNT |
| -------------------------- | ---------------------------- | -------------------------- |
| م                          | عداء                         | مرتبة                      |
| 41                         | Cédrine Kerbaol ‏             | لم يكمل السباق-4           |
| 42                         | Alice Maria Arzuffi ‏         | 17                         |
| 43                         | Laura Asencio ‏               | 31                         |
| 44                         | Mylène de Zoete ‏             | 99                         |
| 45                         | Arianna Fidanza ‏             | 82                         |
| 46                         | Marta Jaskulska ‏ (زمني فردي) | 81                         |
| 47                         | Kathrin Schweinberger ‏       | 92                         |

| Cofidis Women Team ‏ COF | Cofidis Women Team ‏ COF | Cofidis Women Team ‏ COF |
| ----------------------- | ----------------------- | ----------------------- |
| م                       | عداء                    | مرتبة                   |
| 51                      | هانا لودفيغ             | 45                      |
| 52                      | Martina Alzini ‏         | لم يكمل السباق-7        |
| 53                      | Julie Bego ‏             | لم يكمل السباق-5        |
| 54                      | Morgane Coston ‏         | 83                      |
| 55                      | Séverine Eraud ‏         | لم يكمل السباق-5        |
| 56                      | Nikola Nosková ‏         | لم يكمل السباق-7        |
| 57                      | سارة روي                | 70                      |

| EF Education–Oatly ‏ EFC | EF Education–Oatly ‏ EFC | EF Education–Oatly ‏ EFC |
| ----------------------- | ----------------------- | ----------------------- |
| م                       | عداء                    | مرتبة                   |
| 61                      | Kim Cadzow ‏ (زمني فردي) | لم يكمل السباق-7        |
| 63                      | Letizia Borghesi ‏       | لم يكمل السباق-7        |
| 64                      | Clara Emond ‏            | لم يكمل السباق-7        |
| 65                      | نينا كيسلر              | لم يبدأ-6               |
| 66                      | كلارا كوبينبرج          | 68                      |
| 67                      | Magdeleine Vallieres ‏   | 38                      |

| FDJ–Suez ‏ FST | FDJ–Suez ‏ FST                  | FDJ–Suez ‏ FST |
| ------------- | ------------------------------ | ------------- |
| م             | عداء                           | مرتبة         |
| 71            | سيسيلي أوتوب لودفيغ            | 8             |
| 72            | Loes Adegeest ‏                 | 62            |
| 73            | غريس براون (زمني فردي)         | 34            |
| 74            | Nina Buijsman ‏                 | 27            |
| 75            | Vittoria Guazzini ‏ (زمني فردي) | لم يبدأ-7     |
| 76            | Alessia Vigilia ‏               | 77            |
| 77            | جادي فيل                       | لم يبدأ-6     |

| بلانتور بورا سيلينج تيم ‏ FED | بلانتور بورا سيلينج تيم ‏ FED | بلانتور بورا سيلينج تيم ‏ FED |
| ---------------------------- | ---------------------------- | ---------------------------- |
| م                            | عداء                         | مرتبة                        |
| 81                           | Pauliena Rooijakkers ‏        | 4                            |
| 82                           | Aniek van Alphen ‏            | 76                           |
| 83                           | Ceylin del Carmen Alvarado   | 58                           |
| 84                           | ساني كانت                    | 37                           |
| 85                           | Millie Couzens ‏              | لم يكمل السباق-6             |
| 86                           | Evy Kuijpers ‏                | 95                           |
| 87                           | Greta Marturano ‏             | لم يكمل السباق-7             |

| رالي سايكلنج ‏ HPH | رالي سايكلنج ‏ HPH | رالي سايكلنج ‏ HPH |
| ----------------- | ----------------- | ----------------- |
| م                 | عداء              | مرتبة             |
| 91                | روث ويندر         | 30                |
| 92                | Giada Borghesi ‏   | لم يكمل السباق-7  |
| 93                | رومي كاسبر        | 60                |
| 94                | Barbara Malcotti ‏ | 15                |
| 95                | Katia Ragusa ‏     | 80                |
| 96                | Silvia Zanardi ‏   | 91                |
| 97                | Linda Zanetti ‏    | 87                |

| Isolmant–Premac–Vittoria ‏ SBT | Isolmant–Premac–Vittoria ‏ SBT | Isolmant–Premac–Vittoria ‏ SBT |
| ----------------------------- | ----------------------------- | ----------------------------- |
| م                             | عداء                          | مرتبة                         |
| 101                           | Beatrice Rossato ‏             | 63                            |
| 102                           | Sofia Arici‏                   | 98                            |
| 103                           | Valeria Curnis‏                | لم يكمل السباق-6              |
| 104                           | Sara Mazzorana‏                | لم يكمل السباق-5              |
| 105                           | Sara Pepoli‏                   | 86                            |
| 106                           | Emanuela Zanetti‏              | لم يكمل السباق-6              |
| 107                           | Asia Zontone ‏                 | 88                            |

| لابورال كوتكسا فونداسيون يوسكادي ‏ LKF | لابورال كوتكسا فونداسيون يوسكادي ‏ LKF | لابورال كوتكسا فونداسيون يوسكادي ‏ LKF |
| ------------------------------------- | ------------------------------------- | ------------------------------------- |
| م                                     | عداء                                  | مرتبة                                 |
| 111                                   | أني سانستيبان                         | 21                                    |
| 112                                   | Usoa Ostolaza ‏ (طريق)                 | 16                                    |
| 113                                   | Nadia Quagliotto ‏                     | 67                                    |
| 114                                   | Aileen Schweikart ‏                    | 53                                    |
| 115                                   | Debora Silvestri ‏                     | 25                                    |
| 116                                   | Laura Tomasi ‏                         | لم يكمل السباق-8                      |
| 117                                   | Cristina Tonetti ‏                     | 84                                    |

| Lidl–Trek (women's team) ‏ LTK | Lidl–Trek (women's team) ‏ LTK | Lidl–Trek (women's team) ‏ LTK |
| ----------------------------- | ----------------------------- | ----------------------------- |
| م                             | عداء                          | مرتبة                         |
| 121                           | إليسا ونغو بورغيني (طريق)     | 1                             |
| 122                           | إليسا بالسامو                 | لم يكمل السباق-5              |
| 123                           | لوسيندا براند                 | 57                            |
| 124                           | برودي شابمان                  | 22                            |
| 125                           | Lizzie Deignan                | 55                            |
| 126                           | Lauretta Hanson ‏              | 74                            |
| 127                           | Gaia Realini ‏                 | 7                             |

| Liv AlUla Jayco ‏ LAJ | Liv AlUla Jayco ‏ LAJ             | Liv AlUla Jayco ‏ LAJ |
| -------------------- | -------------------------------- | -------------------- |
| م                    | عداء                             | مرتبة                |
| 131                  | مارغريتا فيكتوريا غارسيا         | 9                    |
| 132                  | Ingvild Gåskjenn ‏                | لم يكمل السباق-6     |
| 133                  | Amber Pate ‏                      | 75                   |
| 134                  | Ruby Roseman-Gannon ‏ (طريق)      | 65                   |
| 135                  | Silke Smulders ‏                  | 13                   |
| 136                  | Ella Wyllie ‏ (طريق)              | 40                   |
| 137                  | Urška Žigart ‏ (طريق و زمني فردي) | 12                   |

| موفيستار للسيدات ‏ MOV | موفيستار للسيدات ‏ MOV           | موفيستار للسيدات ‏ MOV |
| --------------------- | ------------------------------- | --------------------- |
| م                     | عداء                            | مرتبة                 |
| 141                   | أرلينيس سيرا (طريق و زمني فردي) | 56                    |
| 142                   | Jelena Erić (cyclist) ‏ (طريق)   | 66                    |
| 143                   | ليان ليبرت                      | لم يكمل السباق-8      |
| 144                   | سارا مارتين                     | 54                    |
| 145                   | Mareille Meijering ‏             | 11                    |
| 146                   | Paula Patiño ‏ (طريق)            | لم يكمل السباق-7      |
| 147                   | Claire Steels ‏                  | 26                    |

| فريق كوجياس ميتلر لوك برو للدراجات ‏ CGS | فريق كوجياس ميتلر لوك برو للدراجات ‏ CGS | فريق كوجياس ميتلر لوك برو للدراجات ‏ CGS |
| --------------------------------------- | --------------------------------------- | --------------------------------------- |
| م                                       | عداء                                    | مرتبة                                   |
| 151                                     | Elena Hartmann ‏ (زمني فردي)             | لم يكمل السباق-4                        |
| 152                                     | Antri Christoforou ‏ (طريق و زمني فردي)  | لم يكمل السباق-6                        |
| 153                                     | Sofia Collinelli ‏                       | لم يكمل السباق-7                        |
| 154                                     | Nathalie Eklund (cyclist) ‏              | 89                                      |
| 155                                     | Nguyễn Thị Thật ‏ (طريق)                 | لم يكمل السباق-7                        |
| 156                                     | إيلينا بيروني                           | لم يبدأ-6                               |
| 157                                     | Giorgia Vettorello ‏                     | 59                                      |

| Tashkent City Women Professional Cycling Team ‏ TCW | Tashkent City Women Professional Cycling Team ‏ TCW | Tashkent City Women Professional Cycling Team ‏ TCW |
| -------------------------------------------------- | -------------------------------------------------- | -------------------------------------------------- |
| م                                                  | عداء                                               | مرتبة                                              |
| 161                                                | أولغا زابيلينسكايا (زمني فردي)                     | لم يكمل السباق-7                                   |
| 162                                                | Mohinabonu Elmurodova‏                              | لم يكمل السباق-6                                   |
| 163                                                | Madina Kakhkhorova‏                                 | لم يكمل السباق-6                                   |
| 164                                                | Nafosat Kozieva‏                                    | لم يكمل السباق-6                                   |
| 165                                                | Anna Kuskova‏                                       | لم يكمل السباق-3                                   |
| 166                                                | Yanina Kuskova ‏                                    | 85                                                 |
| 167                                                | Margarita Misyurina‏ (زمني فردي)                    | لم يكمل السباق-6                                   |

| فريق سنويب للسيدات ‏ DFP | فريق سنويب للسيدات ‏ DFP | فريق سنويب للسيدات ‏ DFP |
| ----------------------- | ----------------------- | ----------------------- |
| م                       | عداء                    | مرتبة                   |
| 171                     | جولييت لابوس (طريق)     | 5                       |
| 172                     | Francesca Barale ‏       | 51                      |
| 173                     | Eleonora Ciabocco ‏      | لم يكمل السباق-8        |
| 174                     | فرانشيسكا كوش ‏ (طريق)   | 49                      |
| 175                     | Josie Nelson ‏           | 97                      |
| 176                     | Becky Storrie ‏          | لم يكمل السباق-4        |
| 177                     | Nienke Vinke ‏           | 43                      |

| جامبو فيسما للسيدات ‏ TVL | جامبو فيسما للسيدات ‏ TVL | جامبو فيسما للسيدات ‏ TVL |
| ------------------------ | ------------------------ | ------------------------ |
| م                        | عداء                     | مرتبة                    |
| 181                      | Fem van Empel ‏           | لم يكمل السباق-5         |
| 182                      | كارلين آختيريكته         | 69                       |
| 183                      | Femke de Vries ‏          | 20                       |
| 184                      | Mijntje Geurts ‏          | لم يبدأ-4                |
| 185                      | Lieke Nooijen ‏           | 42                       |
| 186                      | Maud Oudeman ‏            | لم يبدأ-7                |
| 187                      | Rosita Reijnhout ‏        | لم يبدأ-5                |

| توب قيرلز فسى برتولو ‏ TOP | توب قيرلز فسى برتولو ‏ TOP | توب قيرلز فسى برتولو ‏ TOP |
| ------------------------- | ------------------------- | ------------------------- |
| م                         | عداء                      | مرتبة                     |
| 191                       | Giorgia Bariani ‏          | لم يكمل السباق-6          |
| 192                       | Virginia Bortoli‏          | لم يكمل السباق-7          |
| 193                       | Alessia Missiaggia‏        | 102                       |
| 194                       | Iris Monticolo ‏           | لم يكمل السباق-8          |
| 195                       | Alice Palazzi‏             | 101                       |
| 196                       | Elisa De Vallier‏          | 79                        |
| 197                       | Gaia Segato‏               | 39                        |

| يو أي أيه تيم ‏ UAD | يو أي أيه تيم ‏ UAD          | يو أي أيه تيم ‏ UAD |
| ------------------ | --------------------------- | ------------------ |
| م                  | عداء                        | مرتبة              |
| 201                | كيارا كونسوني               | لم يبدأ-7          |
| 202                | ألينا أمياليوسيك            | 72                 |
| 203                | Eleonora Gasparrini ‏        | 35                 |
| 204                | إليزابيث هولدن              | 78                 |
| 205                | إيريكا ماجندي               | 14                 |
| 206                | Silvia Persico ‏             | 36                 |
| 207                | Dominika Włodarczyk ‏ (طريق) | 28                 |

| فريق أونو إكس برو للدراجات للسيدات ‏ UXM | فريق أونو إكس برو للدراجات للسيدات ‏ UXM | فريق أونو إكس برو للدراجات للسيدات ‏ UXM |
| --------------------------------------- | --------------------------------------- | --------------------------------------- |
| م                                       | عداء                                    | مرتبة                                   |
| 211                                     | أنوسكا كوستر                            | 44                                      |
| 212                                     | Katrine Aalerud ‏ (زمني فردي)            | 33                                      |
| 213                                     | Solbjørk Minke Anderson ‏                | 19                                      |
| 214                                     | Marte Berg Edseth ‏                      | 61                                      |
| 215                                     | Rebecca Koerner ‏ (طريق)                 | 94                                      |
| 216                                     | Joss Lowden ‏                            | لم يكمل السباق-7                        |
| 217                                     | Mie Bjørndal Ottestad ‏ (طريق)           | 24                                      |

| إس دي وركس ‏ SDW | إس دي وركس ‏ SDW                    | إس دي وركس ‏ SDW  |
| --------------- | ---------------------------------- | ---------------- |
| م               | عداء                               | مرتبة            |
| 1               | لوت كوبيكي (طريق و زمني فردي)      | 2                |
| 2               | إيلينا سيتشيني                     | 71               |
| 3               | Niamh Fisher-Black ‏                | 10               |
| 4               | Femke Gerritse ‏                    | 46               |
| 5               | باربرا جوارشي                      | 100              |
| 6               | Chantal van den Broek-Blaak (طريق) | لم يكمل السباق-7 |
| 7               | Blanka Vas ‏ (طريق)                 | 41               |

| إن إكس تي جي ريسينغ ‏ AGS | إن إكس تي جي ريسينغ ‏ AGS | إن إكس تي جي ريسينغ ‏ AGS |
| ------------------------ | ------------------------ | ------------------------ |
| م                        | عداء                     | مرتبة                    |
| 11                       | كيمبرلي لي كورت          | 18                       |
| 12                       | Julia Borgström ‏         | لم يكمل السباق-7         |
| 13                       | Lore De Schepper ‏        | 47                       |
| 14                       | Justine Ghekiere ‏        | 32                       |
| 15                       | Marthe Goossens ‏         | لم يكمل السباق-7         |
| 16                       | Gaia Masetti ‏            | 48                       |
| 17                       | Maud Rijnbeek ‏           | لم يكمل السباق-7         |

| بيبينك ‏ BPK | بيبينك ‏ BPK                        | بيبينك ‏ BPK |
| ----------- | ---------------------------------- | ----------- |
| م           | عداء                               | مرتبة       |
| 21          | Monica Trinca Colonel ‏             | 23          |
| 22          | Andrea Casagranda ‏                 | 96          |
| 23          | Carmela Cipriani ‏                  | 64          |
| 24          | Ana Vitória Magalhães ‏ (زمني فردي) | 73          |
| 25          | Nora Jenčušová ‏ (طريق و زمني فردي) | 90          |
| 26          | Angela Oro‏                         | 93          |
| 27          | Elisa Valtulini‏                    | 29          |

| كانيون–إس آر إيه إم ‏ CSR | كانيون–إس آر إيه إم ‏ CSR  | كانيون–إس آر إيه إم ‏ CSR |
| ------------------------ | ------------------------- | ------------------------ |
| م                        | عداء                      | مرتبة                    |
| 31                       | Elise Chabbey ‏            | لم يبدأ-7                |
| 32                       | Neve Bradbury ‏            | 3                        |
| 33                       | أنطونيا نيدرماير          | 6                        |
| 34                       | ثريا بالادين              | 52                       |
| 35                       | Agnieszka Skalniak-Sójka ‏ | 50                       |
| 36                       | Alice Towers ‏             | لم يكمل السباق-4         |
| 37                       | Maike van der Duin ‏       | لم يكمل السباق-6         |

| Ceratizit Pro Cycling ‏ WNT | Ceratizit Pro Cycling ‏ WNT   | Ceratizit Pro Cycling ‏ WNT |
| -------------------------- | ---------------------------- | -------------------------- |
| م                          | عداء                         | مرتبة                      |
| 41                         | Cédrine Kerbaol ‏             | لم يكمل السباق-4           |
| 42                         | Alice Maria Arzuffi ‏         | 17                         |
| 43                         | Laura Asencio ‏               | 31                         |
| 44                         | Mylène de Zoete ‏             | 99                         |
| 45                         | Arianna Fidanza ‏             | 82                         |
| 46                         | Marta Jaskulska ‏ (زمني فردي) | 81                         |
| 47                         | Kathrin Schweinberger ‏       | 92                         |

| Cofidis Women Team ‏ COF | Cofidis Women Team ‏ COF | Cofidis Women Team ‏ COF |
| ----------------------- | ----------------------- | ----------------------- |
| م                       | عداء                    | مرتبة                   |
| 51                      | هانا لودفيغ             | 45                      |
| 52                      | Martina Alzini ‏         | لم يكمل السباق-7        |
| 53                      | Julie Bego ‏             | لم يكمل السباق-5        |
| 54                      | Morgane Coston ‏         | 83                      |
| 55                      | Séverine Eraud ‏         | لم يكمل السباق-5        |
| 56                      | Nikola Nosková ‏         | لم يكمل السباق-7        |
| 57                      | سارة روي                | 70                      |

| EF Education–Oatly ‏ EFC | EF Education–Oatly ‏ EFC | EF Education–Oatly ‏ EFC |
| ----------------------- | ----------------------- | ----------------------- |
| م                       | عداء                    | مرتبة                   |
| 61                      | Kim Cadzow ‏ (زمني فردي) | لم يكمل السباق-7        |
| 63                      | Letizia Borghesi ‏       | لم يكمل السباق-7        |
| 64                      | Clara Emond ‏            | لم يكمل السباق-7        |
| 65                      | نينا كيسلر              | لم يبدأ-6               |
| 66                      | كلارا كوبينبرج          | 68                      |
| 67                      | Magdeleine Vallieres ‏   | 38                      |

| FDJ–Suez ‏ FST | FDJ–Suez ‏ FST                  | FDJ–Suez ‏ FST |
| ------------- | ------------------------------ | ------------- |
| م             | عداء                           | مرتبة         |
| 71            | سيسيلي أوتوب لودفيغ            | 8             |
| 72            | Loes Adegeest ‏                 | 62            |
| 73            | غريس براون (زمني فردي)         | 34            |
| 74            | Nina Buijsman ‏                 | 27            |
| 75            | Vittoria Guazzini ‏ (زمني فردي) | لم يبدأ-7     |
| 76            | Alessia Vigilia ‏               | 77            |
| 77            | جادي فيل                       | لم يبدأ-6     |

| بلانتور بورا سيلينج تيم ‏ FED | بلانتور بورا سيلينج تيم ‏ FED | بلانتور بورا سيلينج تيم ‏ FED |
| ---------------------------- | ---------------------------- | ---------------------------- |
| م                            | عداء                         | مرتبة                        |
| 81                           | Pauliena Rooijakkers ‏        | 4                            |
| 82                           | Aniek van Alphen ‏            | 76                           |
| 83                           | Ceylin del Carmen Alvarado   | 58                           |
| 84                           | ساني كانت                    | 37                           |
| 85                           | Millie Couzens ‏              | لم يكمل السباق-6             |
| 86                           | Evy Kuijpers ‏                | 95                           |
| 87                           | Greta Marturano ‏             | لم يكمل السباق-7             |

| رالي سايكلنج ‏ HPH | رالي سايكلنج ‏ HPH | رالي سايكلنج ‏ HPH |
| ----------------- | ----------------- | ----------------- |
| م                 | عداء              | مرتبة             |
| 91                | روث ويندر         | 30                |
| 92                | Giada Borghesi ‏   | لم يكمل السباق-7  |
| 93                | رومي كاسبر        | 60                |
| 94                | Barbara Malcotti ‏ | 15                |
| 95                | Katia Ragusa ‏     | 80                |
| 96                | Silvia Zanardi ‏   | 91                |
| 97                | Linda Zanetti ‏    | 87                |

| Isolmant–Premac–Vittoria ‏ SBT | Isolmant–Premac–Vittoria ‏ SBT | Isolmant–Premac–Vittoria ‏ SBT |
| ----------------------------- | ----------------------------- | ----------------------------- |
| م                             | عداء                          | مرتبة                         |
| 101                           | Beatrice Rossato ‏             | 63                            |
| 102                           | Sofia Arici‏                   | 98                            |
| 103                           | Valeria Curnis‏                | لم يكمل السباق-6              |
| 104                           | Sara Mazzorana‏                | لم يكمل السباق-5              |
| 105                           | Sara Pepoli‏                   | 86                            |
| 106                           | Emanuela Zanetti‏              | لم يكمل السباق-6              |
| 107                           | Asia Zontone ‏                 | 88                            |

| لابورال كوتكسا فونداسيون يوسكادي ‏ LKF | لابورال كوتكسا فونداسيون يوسكادي ‏ LKF | لابورال كوتكسا فونداسيون يوسكادي ‏ LKF |
| ------------------------------------- | ------------------------------------- | ------------------------------------- |
| م                                     | عداء                                  | مرتبة                                 |
| 111                                   | أني سانستيبان                         | 21                                    |
| 112                                   | Usoa Ostolaza ‏ (طريق)                 | 16                                    |
| 113                                   | Nadia Quagliotto ‏                     | 67                                    |
| 114                                   | Aileen Schweikart ‏                    | 53                                    |
| 115                                   | Debora Silvestri ‏                     | 25                                    |
| 116                                   | Laura Tomasi ‏                         | لم يكمل السباق-8                      |
| 117                                   | Cristina Tonetti ‏                     | 84                                    |

| Lidl–Trek (women's team) ‏ LTK | Lidl–Trek (women's team) ‏ LTK | Lidl–Trek (women's team) ‏ LTK |
| ----------------------------- | ----------------------------- | ----------------------------- |
| م                             | عداء                          | مرتبة                         |
| 121                           | إليسا ونغو بورغيني (طريق)     | 1                             |
| 122                           | إليسا بالسامو                 | لم يكمل السباق-5              |
| 123                           | لوسيندا براند                 | 57                            |
| 124                           | برودي شابمان                  | 22                            |
| 125                           | Lizzie Deignan                | 55                            |
| 126                           | Lauretta Hanson ‏              | 74                            |
| 127                           | Gaia Realini ‏                 | 7                             |

| Liv AlUla Jayco ‏ LAJ | Liv AlUla Jayco ‏ LAJ             | Liv AlUla Jayco ‏ LAJ |
| -------------------- | -------------------------------- | -------------------- |
| م                    | عداء                             | مرتبة                |
| 131                  | مارغريتا فيكتوريا غارسيا         | 9                    |
| 132                  | Ingvild Gåskjenn ‏                | لم يكمل السباق-6     |
| 133                  | Amber Pate ‏                      | 75                   |
| 134                  | Ruby Roseman-Gannon ‏ (طريق)      | 65                   |
| 135                  | Silke Smulders ‏                  | 13                   |
| 136                  | Ella Wyllie ‏ (طريق)              | 40                   |
| 137                  | Urška Žigart ‏ (طريق و زمني فردي) | 12                   |

| موفيستار للسيدات ‏ MOV | موفيستار للسيدات ‏ MOV           | موفيستار للسيدات ‏ MOV |
| --------------------- | ------------------------------- | --------------------- |
| م                     | عداء                            | مرتبة                 |
| 141                   | أرلينيس سيرا (طريق و زمني فردي) | 56                    |
| 142                   | Jelena Erić (cyclist) ‏ (طريق)   | 66                    |
| 143                   | ليان ليبرت                      | لم يكمل السباق-8      |
| 144                   | سارا مارتين                     | 54                    |
| 145                   | Mareille Meijering ‏             | 11                    |
| 146                   | Paula Patiño ‏ (طريق)            | لم يكمل السباق-7      |
| 147                   | Claire Steels ‏                  | 26                    |

| فريق كوجياس ميتلر لوك برو للدراجات ‏ CGS | فريق كوجياس ميتلر لوك برو للدراجات ‏ CGS | فريق كوجياس ميتلر لوك برو للدراجات ‏ CGS |
| --------------------------------------- | --------------------------------------- | --------------------------------------- |
| م                                       | عداء                                    | مرتبة                                   |
| 151                                     | Elena Hartmann ‏ (زمني فردي)             | لم يكمل السباق-4                        |
| 152                                     | Antri Christoforou ‏ (طريق و زمني فردي)  | لم يكمل السباق-6                        |
| 153                                     | Sofia Collinelli ‏                       | لم يكمل السباق-7                        |
| 154                                     | Nathalie Eklund (cyclist) ‏              | 89                                      |
| 155                                     | Nguyễn Thị Thật ‏ (طريق)                 | لم يكمل السباق-7                        |
| 156                                     | إيلينا بيروني                           | لم يبدأ-6                               |
| 157                                     | Giorgia Vettorello ‏                     | 59                                      |

| Tashkent City Women Professional Cycling Team ‏ TCW | Tashkent City Women Professional Cycling Team ‏ TCW | Tashkent City Women Professional Cycling Team ‏ TCW |
| -------------------------------------------------- | -------------------------------------------------- | -------------------------------------------------- |
| م                                                  | عداء                                               | مرتبة                                              |
| 161                                                | أولغا زابيلينسكايا (زمني فردي)                     | لم يكمل السباق-7                                   |
| 162                                                | Mohinabonu Elmurodova‏                              | لم يكمل السباق-6                                   |
| 163                                                | Madina Kakhkhorova‏                                 | لم يكمل السباق-6                                   |
| 164                                                | Nafosat Kozieva‏                                    | لم يكمل السباق-6                                   |
| 165                                                | Anna Kuskova‏                                       | لم يكمل السباق-3                                   |
| 166                                                | Yanina Kuskova ‏                                    | 85                                                 |
| 167                                                | Margarita Misyurina‏ (زمني فردي)                    | لم يكمل السباق-6                                   |

| فريق سنويب للسيدات ‏ DFP | فريق سنويب للسيدات ‏ DFP | فريق سنويب للسيدات ‏ DFP |
| ----------------------- | ----------------------- | ----------------------- |
| م                       | عداء                    | مرتبة                   |
| 171                     | جولييت لابوس (طريق)     | 5                       |
| 172                     | Francesca Barale ‏       | 51                      |
| 173                     | Eleonora Ciabocco ‏      | لم يكمل السباق-8        |
| 174                     | فرانشيسكا كوش ‏ (طريق)   | 49                      |
| 175                     | Josie Nelson ‏           | 97                      |
| 176                     | Becky Storrie ‏          | لم يكمل السباق-4        |
| 177                     | Nienke Vinke ‏           | 43                      |

| جامبو فيسما للسيدات ‏ TVL | جامبو فيسما للسيدات ‏ TVL | جامبو فيسما للسيدات ‏ TVL |
| ------------------------ | ------------------------ | ------------------------ |
| م                        | عداء                     | مرتبة                    |
| 181                      | Fem van Empel ‏           | لم يكمل السباق-5         |
| 182                      | كارلين آختيريكته         | 69                       |
| 183                      | Femke de Vries ‏          | 20                       |
| 184                      | Mijntje Geurts ‏          | لم يبدأ-4                |
| 185                      | Lieke Nooijen ‏           | 42                       |
| 186                      | Maud Oudeman ‏            | لم يبدأ-7                |
| 187                      | Rosita Reijnhout ‏        | لم يبدأ-5                |

| توب قيرلز فسى برتولو ‏ TOP | توب قيرلز فسى برتولو ‏ TOP | توب قيرلز فسى برتولو ‏ TOP |
| ------------------------- | ------------------------- | ------------------------- |
| م                         | عداء                      | مرتبة                     |
| 191                       | Giorgia Bariani ‏          | لم يكمل السباق-6          |
| 192                       | Virginia Bortoli‏          | لم يكمل السباق-7          |
| 193                       | Alessia Missiaggia‏        | 102                       |
| 194                       | Iris Monticolo ‏           | لم يكمل السباق-8          |
| 195                       | Alice Palazzi‏             | 101                       |
| 196                       | Elisa De Vallier‏          | 79                        |
| 197                       | Gaia Segato‏               | 39                        |

| يو أي أيه تيم ‏ UAD | يو أي أيه تيم ‏ UAD          | يو أي أيه تيم ‏ UAD |
| ------------------ | --------------------------- | ------------------ |
| م                  | عداء                        | مرتبة              |
| 201                | كيارا كونسوني               | لم يبدأ-7          |
| 202                | ألينا أمياليوسيك            | 72                 |
| 203                | Eleonora Gasparrini ‏        | 35                 |
| 204                | إليزابيث هولدن              | 78                 |
| 205                | إيريكا ماجندي               | 14                 |
| 206                | Silvia Persico ‏             | 36                 |
| 207                | Dominika Włodarczyk ‏ (طريق) | 28                 |

| فريق أونو إكس برو للدراجات للسيدات ‏ UXM | فريق أونو إكس برو للدراجات للسيدات ‏ UXM | فريق أونو إكس برو للدراجات للسيدات ‏ UXM |
| --------------------------------------- | --------------------------------------- | --------------------------------------- |
| م                                       | عداء                                    | مرتبة                                   |
| 211                                     | أنوسكا كوستر                            | 44                                      |
| 212                                     | Katrine Aalerud ‏ (زمني فردي)            | 33                                      |
| 213                                     | Solbjørk Minke Anderson ‏                | 19                                      |
| 214                                     | Marte Berg Edseth ‏                      | 61                                      |
| 215                                     | Rebecca Koerner ‏ (طريق)                 | 94                                      |
| 216                                     | Joss Lowden ‏                            | لم يكمل السباق-7                        |
| 217                                     | Mie Bjørndal Ottestad ‏ (طريق)           | 24                                      |

## التصنيف العام النهائي
| التصنيف العام         | التصنيف العام            | التصنيف العام             | التصنيف العام  | التصنيف العام |
| المتسابقة             | المتسابقة                | الفريق                    | الوقت          |               |
| --------------------- | ------------------------ | ------------------------- | -------------- | ------------- |
| 1                     | إليسا ونغو بورغيني       | Lidl–Trek (women's team) ‏ | 24 س 02 د 16 ث |               |
| 2                     | لوت كوبيكي               | إس دي وركس ‏               | + 21 ث         |               |
| 3                     | Neve Bradbury ‏           | كانيون–إس آر إيه إم ‏      | + 1 د 16 ث     |               |
| 4                     | Pauliena Rooijakkers ‏    | بلانتور بورا سيلينج تيم ‏  | + 2 د 05 ث     |               |
| 5                     | جولييت لابوس             | فريق سنويب للسيدات ‏       | + 2 د 15 ث     |               |
| 6                     | أنطونيا نيدرماير         | كانيون–إس آر إيه إم ‏      | + 2 د 41 ث     |               |
| 7                     | Gaia Realini ‏            | Lidl–Trek (women's team) ‏ | + 3 د 41 ث     |               |
| 8                     | سيسيلي أوتوب لودفيغ      | FDJ–Suez ‏                 | + 4 د 31 ث     |               |
| 9                     | مارغريتا فيكتوريا غارسيا | Liv AlUla Jayco ‏          | + 5 د 17 ث     |               |
| 10                    | Niamh Fisher-Black ‏      | إس دي وركس ‏               | + 5 د 55 ث     |               |
|                       |                          |                           |                |               |
| مصدر: ProCyclingStats |                          |                           |                |               |

### تصنيف النقاط
| تصنيف النقاط          | تصنيف النقاط        | تصنيف النقاط              | تصنيف النقاط | تصنيف النقاط |
| المتسابقة             | المتسابقة           | الفريق                    | النقاط       |              |
| --------------------- | ------------------- | ------------------------- | ------------ | ------------ |
| 1                     | لوت كوبيكي          | إس دي وركس ‏               | 154 نقطة     |              |
| 2                     | إليسا ونغو بورغيني  | Lidl–Trek (women's team) ‏ | 68 نقطة      |              |
| 3                     | Niamh Fisher-Black ‏ | إس دي وركس ‏               | 59 نقطة      |              |
| 4                     | أرلينيس سيرا        | موفيستار للسيدات ‏         | 55 نقطة      |              |
| 5                     | Silvia Zanardi ‏     | رالي سايكلنج ‏             | 51 نقطة      |              |
| 6                     | كيمبرلي لي كورت     | إن إكس تي جي ريسينغ ‏      | 47 نقطة      |              |
| 7                     | ثريا بالادين        | كانيون–إس آر إيه إم ‏      | 40 نقطة      |              |
| 8                     | جولييت لابوس        | فريق سنويب للسيدات ‏       | 39 نقطة      |              |
| 9                     | Neve Bradbury ‏      | كانيون–إس آر إيه إم ‏      | 35 نقطة      |              |
| 10                    | سيسيلي أوتوب لودفيغ | FDJ–Suez ‏                 | 35 نقطة      |              |
|                       |                     |                           |              |              |
| مصدر: ProCyclingStats |                     |                           |              |              |

### تصنيف الجبال
| تصنيف الجبال          | تصنيف الجبال           | تصنيف الجبال              | تصنيف الجبال | تصنيف الجبال |
| المتسابقة             | المتسابقة              | الفريق                    | النقاط       |              |
| --------------------- | ---------------------- | ------------------------- | ------------ | ------------ |
| 1                     | Justine Ghekiere ‏      | إن إكس تي جي ريسينغ ‏      | 68 نقطة      |              |
| 2                     | لوت كوبيكي             | إس دي وركس ‏               | 35 نقطة      |              |
| 3                     | Neve Bradbury ‏         | كانيون–إس آر إيه إم ‏      | 30 نقطة      |              |
| 4                     | إليسا ونغو بورغيني     | Lidl–Trek (women's team) ‏ | 25 نقطة      |              |
| 5                     | Pauliena Rooijakkers ‏  | بلانتور بورا سيلينج تيم ‏  | 22 نقطة      |              |
| 6                     | أنطونيا نيدرماير       | كانيون–إس آر إيه إم ‏      | 22 نقطة      |              |
| 7                     | Niamh Fisher-Black ‏    | إس دي وركس ‏               | 20 نقطة      |              |
| 8                     | لوسيندا براند          | Lidl–Trek (women's team) ‏ | 16 نقطة      |              |
| 9                     | Ana Vitória Magalhães ‏ | بيبينك ‏                   | 13 نقطة      |              |
| 10                    | Gaia Realini ‏          | Lidl–Trek (women's team) ‏ | 11 نقطة      |              |
|                       |                        |                           |              |              |
| مصدر: ProCyclingStats |                        |                           |              |              |

## تصنيف الفرق

### الفرق حسب الوقت
| تصنيف الفرق حسب الوقت | تصنيف الفرق حسب الوقت               | تصنيف الفرق حسب الوقت | تصنيف الفرق حسب الوقت |
| الفريق                | الفريق                              | الوقت                 |                       |
| --------------------- | ----------------------------------- | --------------------- | --------------------- |
| 1                     | Liv AlUla Jayco ‏                    | 72 س 31 د 43 ث        |                       |
| 2                     | Lidl–Trek (women's team) ‏           | + 9 د 23 ث            |                       |
| 3                     | كانيون–إس آر إيه إم ريسينغ 2024 ‏    | + 38 د 19 ث           |                       |
| 4                     | إس دي وركس ‏                         | + 40 د 37 ث           |                       |
| 5                     | لابورال كوتكسا فونداسيون يوسكادي ‏   | + 51 د 14 ث           |                       |
| 6                     | FDJ–Suez ‏                           | + 1 س 09 د 04 ث       |                       |
| 7                     | يو أي أيه تيم 2024 ‏                 | + 1 س 09 د 31 ث       |                       |
| 8                     | موفيستار للسيدات ‏                   | + 1 س 13 د 04 ث       |                       |
| 9                     | فريق أونو إكس برو للدراجات للسيدات ‏ | + 1 س 15 د 41 ث       |                       |
| 10                    | إن إكس تي جي ريسينغ ‏                | + 1 س 33 د 02 ث       |                       |
|                       |                                     |                       |                       |
| مصدر: ProCyclingStats |                                     |                       |                       |

## تصانيف فرعية

### تصنيف أفضل شاب
| تصنيف أفضل شابة       | تصنيف أفضل شابة          | تصنيف أفضل شابة                     | تصنيف أفضل شابة | تصنيف أفضل شابة |
| المتسابقة             | المتسابقة                | الفريق                              | الوقت           |                 |
| --------------------- | ------------------------ | ----------------------------------- | --------------- | --------------- |
| 1                     | Neve Bradbury ‏           | كانيون–إس آر إيه إم ‏                | 24 س 03 د 32 ث  |                 |
| 2                     | أنطونيا نيدرماير         | كانيون–إس آر إيه إم ‏                | + 1 د 25 ث      |                 |
| 3                     | Solbjørk Minke Anderson ‏ | فريق أونو إكس برو للدراجات للسيدات ‏ | + 18 د 02 ث     |                 |
| 4                     | Elisa Valtulini ‏         | بيبينك ‏                             | + 44 د 27 ث     |                 |
| 5                     | Eleonora Gasparrini ‏     | يو أي أيه تيم ‏                      | + 58 د 46 ث     |                 |
|                       |                          |                                     |                 |                 |
| مصدر: ProCyclingStats |                          |                                     |                 |                 |

## وصلات خارجية
- لمحة عن سباق طواف إيطاليا للسيدات 2024 على موقع  ProCyclingStats   (برو  سايكلنج  ستاتس) - إحصاءات  محترفي  الدراجات.
- طواف إيطاليا للسيدات 2024 على موقع إحصائيات الدراجات الإحترافية (الإنجليزية)